# Kostel svatého Václava (Rousínovec)
Římskokatolický farní kostel svatého Václava v Rousínovci, části města Rousínov v okrese Vyškov, byl postaven v první polovině 18. století. Je chráněn jako kulturní památka České republiky. Jde o farní kostel farnosti Rousínov u Vyškova. 

## Historie
Kostel byl postaven v rozmezí let 1718 až 1734. Původní projekt vypracoval italský architekt a katolický kněz Domenico Martinelli.
Do roku 2006 byl farním kostelem farnosti Rousínovec, která byla v roce 2006 zrušena. Následně na něj byl z kostela svaté Maří Magdalény v Rousínově přesunut status farního kostela farnosti Rousínov u Vyškova.